# St. Nicolai (Spickendorf)
Die Kirche St. Nicolai ist die Dorfkirche in Spickendorf, einem Ort in der Gemeinde Landsberg. Im lokalen Denkmalverzeichnis ist das Bauwerk unter der Erfassungsnummer 094 55344 verzeichnet. Die Kirchengemeinde Spickendorf gehört zum Kirchengemeindeverband Schwerz im Kirchenkreis Halle-Saalkreis der Evangelischen Kirche in Mitteldeutschland (EKM).

## Geschichte

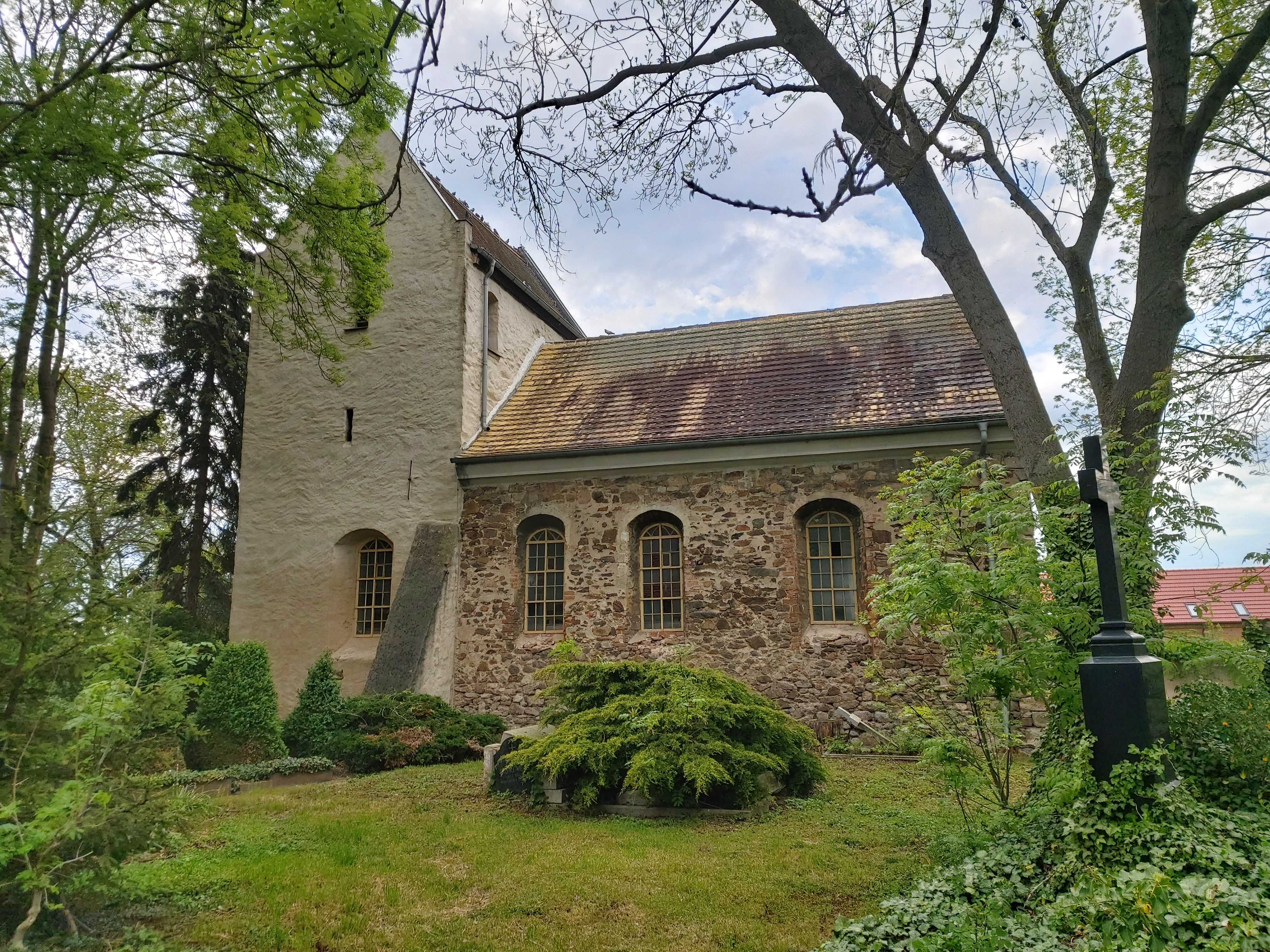
Außenansicht

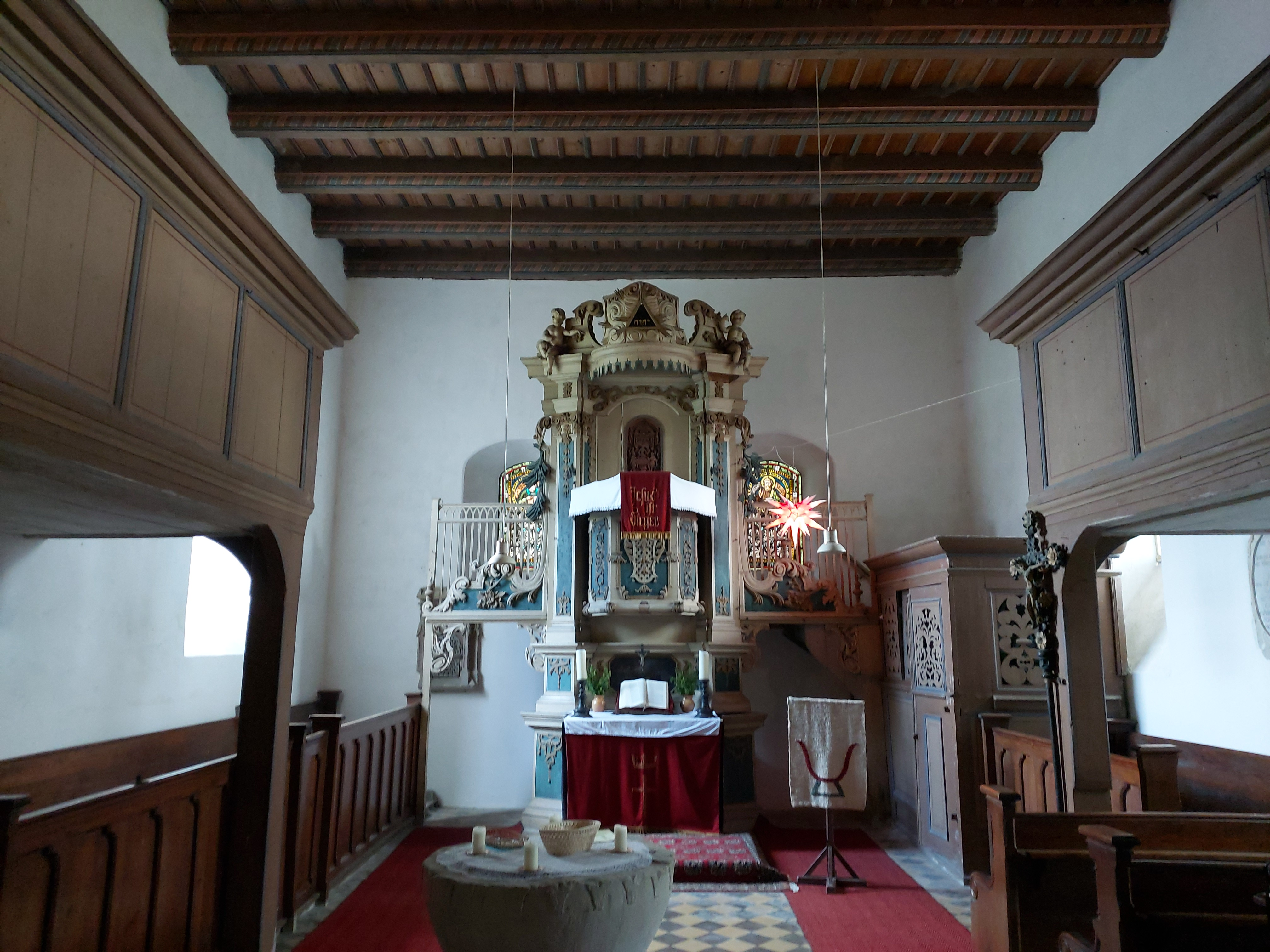
Innenraum

Um 1050 dürfte zu Missionszwecken eine erste Kapelle in Spickendorf entstanden sein. 1262 wurde eine romanische Feldsteinkirche mit Westquerturm erbaut, welche in den Grundzügen heute noch erhalten ist. Umbauten der Kirche erfolgten 1606 und 1728–29. Der letztgenannte Umbau beinhaltete die Umgestaltung der Kirche und des Inneren im barocken Stil. Um 1850 wurde die nördliche Vorhalle angefügt. 1928 erhielt die Kirche neue Buntglasfenster, eine Sanierung des Bauwerkes erfolgte um 2000.

## Beschreibung
Die Dorfkirche Spickendorf folgt in ihrer Gestalt dem Muster der Dorfkirchen der Region. Ein rechteckiger, einschiffiger Kirchsaal wird im Westen durch einen breiten Querturm mit Satteldach ergänzt. Im Norden befindet sich eine kleine Vorhalle mit Eckquaderungen. Das Mauerwerk des Turmes ist verputzt, das Kirchenschiff ist steinsichtig. Turm und Kirchenschiff besitzen Satteldächer, die Fenster des Kirchenschiffes sind als Segmentbogenfenster ausgeführt.
′
Eine hölzerne Balkendecke überspannt das Innere, die Wände sind weiß gefärbt. Der Kanzelaltar besitzt ionische Säulen und Vorhangzierwerk, auf dem Giebel findet sich das Gottesauge sowie zwei Putten. Die Buntglasfenster hinter dem Altar zeigen Martin Luther und den Kirchenpatron. Ein fein gestaltetes gotisches Sakramentshäuschen mit Christuskopf und Kreuzblumen findet sich in der Ostwand. Der Taufstein ist kelchförmig und aus Sandstein gefertigt, die Empore besteht aus Holz und ist als eingeschossige Hufeisenempore ausgeführt.

## Orgel
Die heutige Orgel stammt aus der Werkstatt von Wilhelm Rühlmann aus Zörbig. Sie wurde 1929 erbaut und besitzt heute acht Register auf zwei Manualen und Pedal, die Trakturen sind pneumatisch. 2010 erfolgte eine Instandsetzung.

## Glocken
Das heutige Geläut stammt von Schilling & Lattermann und besteht aus drei Eisenhartgussglocken, die im Jahr 1928 in der Tonfolge gis′ – h′ – dis″ gegossen und von einem Spickendorfer Bürger gestiftet wurden.
Das etwa 1300 Kilogramm schwere Geläut besitzt die Besonderheit, dass alle Eisenglocken eine Krone besitzen, während Glocken dieses Materials normalerweise keine Krone, sondern eine flache Haube haben. Die Gießerei experimentierte nur kurz mit dieser Gestaltung. Die Glocken erklingen von Hand zu läuten in einem Glockenstuhl aus Holz und besitzen gekröpfte Joche und Reversionsklöppel.